# Osvaldo Palazzi
Osvaldo Palazzi est un gymnaste artistique italien des années 1910.

## Biographie
Osvaldo Palazzi dispute les Championnats du monde de gymnastique artistique 1911 à Turin, où l'équipe d'Italie remporte la médaille de bronze ; Palazzi est également médaillé d'or au cheval d'arçons.  Aux Mondiaux de 1913 à Paris, les Italiens sont médaillés de bronze par équipes. Lors de ces Mondiaux, il est également médaillé d'argent au cheval d'arçons et médaillé de bronze à la barre fixe.

## Palmarès

### Championnats du monde
- Turin 1911
  -  médaille d'or au cheval d'arçons
  -  médaille de bronze par équipes

- Paris 1913
  -  médaille d'argent au cheval d'arçons
  -  médaille de bronze à la barre fixe
  -  médaille de bronze par équipes